# Seares (cràter)
Seares és un cràter d'impacte situat en la part nord de la cara oculta de la Lluna. Es troba a l'est-nord-est de la plana emmurallada del cràter Schwarzschild, i a l'oest del prominent cràter Karpinskiy.

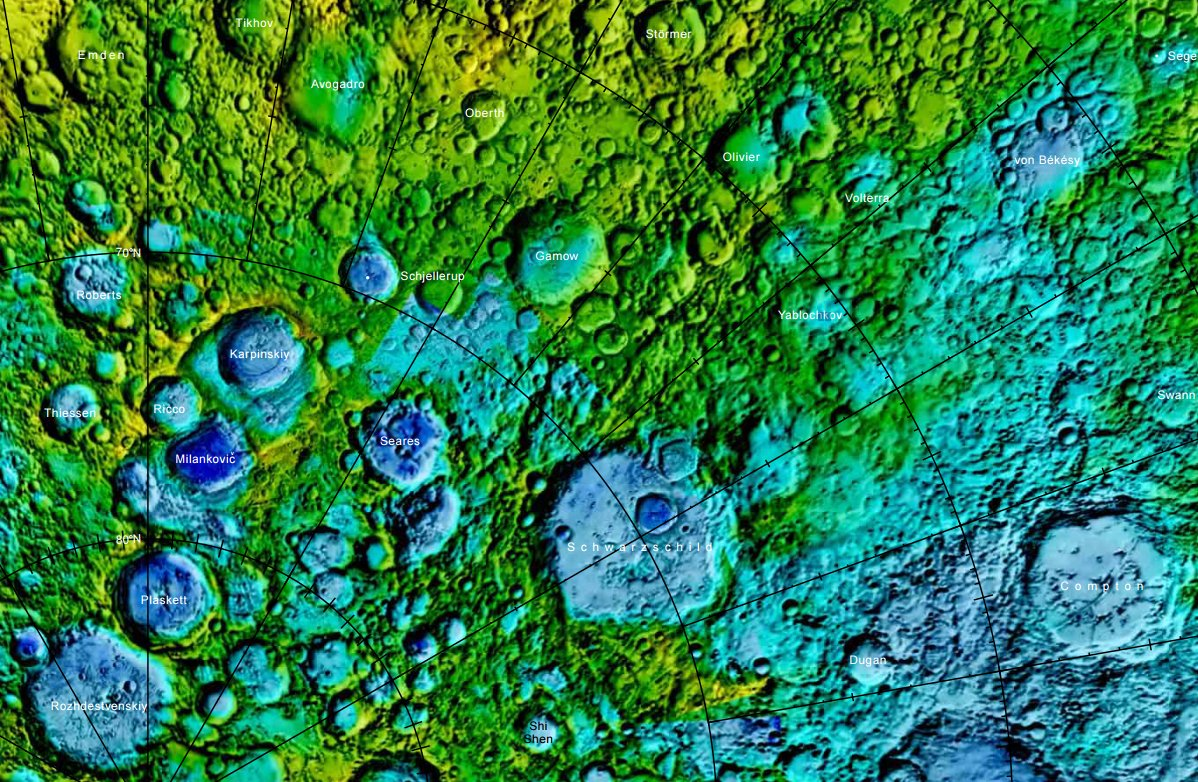
Localització de Seares al centre de la imatge.

La vora d'aquest vell cràter apareix desgastada i copejada per diferents impactes, formant un anell irregular de pics, valls i crestes sobre el sòl interior. El cràter satèl·lit Seares B travessa la vora nord-est del cràter principal, al mateix que altres petits cràters en altres parts del brocal. La vora nord-oest i les rampes externes de Seares cobreixen la meitat d'un vell cràter que és gairebé de la mateixa grandària.
El sòl interior apareix gairebé anivellat en diferents zones, però està marcat per una multitud de diminuts cràters de dimensions variables. Una sèrie de crestes, solcs i petits cràters formen una banda a través de la part central del sòl d'oest a est.

## Cràters satèl·lit

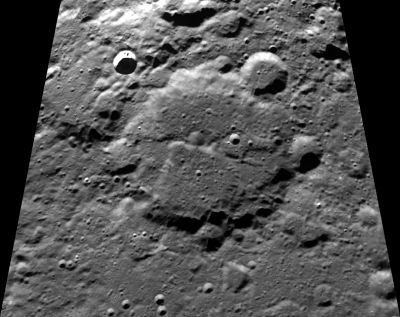
Fotografia de la missió Clementine (1994)

Per convenció aquests elements són identificats en els mapes lunars posant la lletra en el costat del punt mitjà del cràter que està més proper a Seares.
|        | \| Seares \| Coordenades \| Diàmetre \| \| ------ \| -------------------------------------- \| -------- \| \| B \| 75° 42′ N, 149° 42′ E / 75.7°N,149.7°E \| 26 km \| \| Y \| 77° 54′ N, 139° 30′ E / 77.9°N,139.5°E \| 37 km \| |          |
| Seares | Coordenades | Diàmetre |
| B      | 75° 42′ N, 149° 42′ E / 75.7°N,149.7°E | 26 km    |
| Y      | 77° 54′ N, 139° 30′ E / 77.9°N,139.5°E | 37 km    |